# Heteractis aurora
Espèce
L’Anémone collier de perles est une espèce d'anémone de mer de la famille des Stichodactylidae.

## Association
Cette espèce peut former une relation symbiotique avec des poissons-clown .